# واتسلاف کرشکا
واتسلاف کرشکا (چکی: Václav Krška؛ ‏تلفظ در چکی: [ˈva:tslaf]؛ ‏ ۷ اکتبر ۱۹۰۰ – ۱۷ نوامبر ۱۹۶۹) کارگردان فیلم، فیلم‌نامه‌نویس و نویسنده اهل چکسلواکی بود.
از فیلم‌های او می‌توان به باد سیمگون و «دالیبور» (۱۹۵۶) اشاره نمود که بر اساس اپرایی به همین نام اثر بدریخ اسمتانا ساخته شد.
وی همچنین برندهٔ جوایزی همچون جشنواره تلویزیونی مونت-کارلو شده است.